# Rhynchoribates orientalis
Rhynchoribates orientalis är en kvalsterart som beskrevs av Balogh 1970. Rhynchoribates orientalis ingår i släktet Rhynchoribates och familjen Rhynchoribatidae. Inga underarter finns listade i Catalogue of Life.